# Banana Yoshimoto
Pour les articles homonymes, voir Banana.
 (juillet 2024).
Si vous disposez d'ouvrages ou d'articles de référence ou si vous connaissez des sites web de qualité traitant du thème abordé ici, merci de compléter l'article en donnant les références utiles à sa vérifiabilité et en les liant à la section « Notes et références ».
Banana Yoshimoto (吉本 ばなな, Yoshimoto Banana), née le 24 juillet 1964 à Tokyo, de son vrai nom Mahoko Yoshimoto, est une écrivaine japonaise.

## Biographie

### Enfance et formation
Née en 1964, elle est la fille de Takaaki Yoshimoto,.
Elle étudie à l'université Nihon ou elle commence à écrire des nouvelles.

### Carrière
En 1986, elle publie une nouvelle intitulée Moonlight Shadow.
En novembre 1987, elle est récompensée par le prix Kaien (Kaien Magazine New Writer Prize, un prix soutenant les nouveaux écrivains) pour le roman Kitchen (prépublié en 1987 dans ce même magazine Kaien, puis sorti en 1988 en livre),. Le roman est vendu à plusieurs millions d'exemplaires au Japon, aux États-Unis et en Italie,,,. Il parle de la perte, du deuil,,,.
En 1988, elle reçoit le prix Kyōka Izumi pour sa nouvelle Moonlight Shadow.
En 1989, elle sort le roman Tugumi (ja).
Le Dernier Jour, un recueil de plusieurs nouvelles, reçoit le prix Bunkamura des Deux Magots, un prix japonais, en 2001.
Plusieurs de ses œuvres portées à l'écran, comme en 1990 par deux réalisateurs japonais, Yoshimitsu Morita (Kitchen) et Jun Ishikawa (Tugumi).

## Style
Elle est considérée par Jean-Baptiste Harang comme faisant partie d'une nouvelle génération d'écrivains japonais comme Yōko Ogawa,, un peu plus individualistes par cette façon de tout traiter à la première personne. Mais elle reste très poétique, grâce à ce phrasé caractéristique que l'on retrouve au fil de ses écrits. Yoshimoto a un univers, touchant et drôle à la fois. Les thèmes sont parfois d'une simplicité extrême, comme un shōjo manga, mais ce qui l'intéresse est surtout cet univers personnel, et rêveur qu'elle instaure. Ses personnages sont confrontés à une décomposition des institutions traditionnelles et à une recherche de nouvelles valeurs,,.
Les jeunes femmes japonaises se sont beaucoup reconnues dans ses œuvres.

## Liste des œuvres traduites en français
- 1988 : Kitchen (キッチン), suivi de Moonlight Shadow (ムーンライト・シャドウ), roman court et nouvelle traduits par Dominique Palmé et Kyôkô Satô, Gallimard, coll. « Du monde entier », 1994 ; rééd. Gallimard, coll. « Folio » no 2815, 1996.
- 1990 : N.P. (N・P), roman traduit par Dominique Palmé et Kyôkô Satô, Rivages, 1997 ; rééd. Rivages poche, 1999.
- 1993 : Lézard (とかげ), six nouvelles (Les Jeunes mariés ; Lézard ; La Spirale ; Rêve de Kinchi ; Du sang et de l'eau ; Histoire curieuse des bords de la rivière) traduites par Dominique Palmé et Kyôkô Satô, Rivages, 1999 ; rééd. Rivages poche, 2001.
- 1999 : Dur, dur (ハードボイルド/ハードラック), deux contes (Peau dure ; Coup dur) traduits par Dominique Palmé et Kyôkô Satô, Rivages, 2001 ; rééd. Rivages poche, 2003.
- 2000 : Le Dernier Jour (不倫と南米), nouvelles traduites par Elisabeth Suetsugu, Éditions Philippe Picquier, 2001
- 2006 : Le Petit Génie tutélaire (ざしきわらし), dans Meet no 11 (Tokyo/Luanda, p. 17-25), nouvelle traduite par Elisabeth Suetsugu, Editions Meet, Octobre 2007.